# Циклус Задужбина
Циклус Задужбина представља део мегациклуса књига научне фантастике Исака Асимова. Поред задужбинског циклуса, ту су још и Роботски циклус и Царски циклус.

## Историјат
Три оригиналне књиге (Задужбина, Задужбина и Царство, Друга задужбина) су се појавиле почетком 50-их година ХХ века и скоро три деценије је овај циклус био трилогија. 1966. године ова трилогија добила је јединствену награду Хуго као ”Најбољи циклус свих времена”.
1981. године Асимов је под притиском читалаца и издавача одлучио да прошири циклус са још две књиге: На рубу задужбине и Задужбина и Земља које су биле наставак циклуса и дешавале су се пар стотина година после оригиналне трилогије, као и две књиге чија радња се дешавала пре оригиналних књига: Прелудијум за Задужбину и У Сусрет Задужбини. Задње две књиге су послужиле између осталог и повезивању Задужбинског и Царског циклуса.
Премиса целог циклуса је та да је математичар Хари Селдон посветио цео свој живот развоју математичке гране познате као психоисторија (концепт математичке социологије). Користећи законе ”понашања масе”, постало је могуће предвидети будућност, али само за велике групе људи као што је било само Галактичко Царство (није било могуће предвидети будућност за једну особу или мање групе људи). Селдон је захваљујући психоисторији увидео скорашњи пад Галактичког Царства, које је обухватало целу галаксију. Мрачно доба би трајало 30,000 година пре него што би настало друго галактичко царство. Селдон је такође пронашао алтернативу да се прелазни период скрати на 1,000 година. Да би осигурао ову другу могућност Селдон шаље групу талентованих научника и инжењера на планету Терминус која се налази на самом рубу галаксије. Њихов задатак је био на направе Енциклопедију Галактику у којој би било сачувано свеукупно знање целог човечанства и да постану основ за настанак новог галактичког царства.

## Оригиналне приче
Задужбина се оригинално појавила као серија од осам прича које су излазиле у часопису Astounding Magazine у периоду мај 1942 до јануар 1950. Асимов је изјавио да је идеју за приче добио читајући књигу ”Опадање и пропаст Римског царства” Едварда Гибона.

## Трилогија
Прве четири приче, заједно са новом причом која се прва дешава, су објављене од стране Gnome Press 1951. године. Преостале четири приче су подељене у две књиге: Задужбина и Царство (1952) и Друга задужбина (1953) које је такође издао исти издавач резултујући ”Задужбинску трилогију” како се и данас овај циклус назива.

## Касније књиге
1981. године под притиском издавача пише четврту књигу На рубу задужбине (1982). Као куриозитет везан за ову књигу је то што је Асимов плаћен по речи, што је вероватни узрок што је ово убедљиво најобимнија књига у целом циклусу. Радња ове књиге се дешава 500 година од оснивања Задужбине.
Четири године касније излази још један наставак Задужбина и Земља (1986) као и две књиге које су временски смештене пре трилогије Прелудијум за Задужбину (1986) и У Сусрет Задужбини (1993).